# Überschlagsrechnung
Als Überschlagsrechnung bezeichnet man das Rechnen mit stark auf- oder abgerundeten Zahlen zur schnellen Überprüfung komplexer Rechnungen.
Bei der Überschlagsrechnung handelt es sich um eine ungenaue Methode, die lediglich dazu dient, Ergebnisse auf ihre Glaubwürdigkeit zu überprüfen oder unbekannte mathematische Größen auf der Basis von bereits bekannten mathematischen Größen schätzungsweise zu ermitteln. Daher sollte man mit dieser Methode sehr vorsichtig arbeiten.

## Beispiele von Anwendungen

### Währungsumrechnung
Viele Menschen benutzen Überschlagsrechnungen bei Währungsumrechnungen, beispielsweise um einen Preis in Euro mit einer früheren Währung zu vergleichen.
Bei Überschlagsrechnungen mit gerundeten Faktoren (in Deutschland etwa 1:2 statt 1:1,95583, in Österreich 1:14 statt 1:13,7603) treten Rundungsfehler auf, die sich auf den umgerechneten Preis auswirken (wobei meist die wesentlichere Geldentwertung seit der Einführung des Euro einen größeren methodischen Fehler bewirkt).
| Genaue Rechnung        | → | Überschlagsrechnung |
| ---------------------- | - | ------------------- |
| 1 : 1,95583            | → | 1 : 2               |
| 1000 Euro = 1955,83 DM | → | 1000 Euro = 2000 DM |

### Rechenschieber
Als man noch mit Rechenschiebern rechnete, musste man die Stellung des Kommas in einer Überschlagsrechnung errechnen, da der Rechenschieber nicht die Größenordnung einer Zahl anzeigt.

### Aufheizzeit eines Wasserkessels
Die spezifische Wärmekapazität von Wasser ist 1,16 Wh/(kg K). Für eine grobe Schätzung oder überschlagsmäßige Rechnung genügt der Wert 1 Wh/(kg K). Um einen Wasserkessel mit 100 Liter Wasser (ungefähr 100 kg, abhängig von der Temperatur) um 10 K aufzuheizen, benötigt man überschlagsmäßig gerechnet 1 kWh. Ein 30-kW-Gasbrenner benötigt dafür „rund 2 Minuten“, ein 10-kW-Brenner „rund 6 Minuten“. Damit erhält man Ergebnisse, die für eine Beurteilung ausreichen. Der mehr oder minder exakte Wert bis auf beispielsweise drei Nachkommastellen genau ist dabei nicht nötig.